# José Barea Tejeiro
José Barea Tejeiro (Málaga, 20 de abril de 1923 - Madrid, 7 de septiembre de 2014) fue un economista y catedrático español.

## Biografía
Doctorado en Ciencias Económicas y Empresariales por la Universidad Complutense de Madrid, desempeñó en 2008 su labor de Catedrático Emérito de Hacienda Pública en el Departamento de Economía y Hacienda Pública de la Universidad Autónoma de Madrid. Fue experto en servicios públicos: especialmente en sanidad, pensiones y seguridad social. 
Galardonado en 1998 con el premio Rey Jaime I de Economía, Barea inició su actividad profesional a los dieciocho años, ingresando como funcionario al servicio de la Hacienda Pública. Fue presidente del Banco de Crédito Agrícola, consejero delegado de Iberia, consejero del Banco Exterior de España y vocal del Consejo de Administración del Instituto Nacional de Industria (INI). Fue presidente de AECA (Asociación Española de Contabilidad y Administración de Empresas). 
En la esfera política, Barea fue subdirector general de Inversiones, Financiación y Programación, director general del Tesoro y Presupuestos, Subsecretario de Presupuestos y Gastos Públicos y Secretario de Estado para la Seguridad Social (asumiendo también las funciones de subsecretario del Departamento). Fue director de la Oficina Presupuestaria de la Presidencia del Gobierno, con rango de Secretario de Estado, durante la primera legislatura de José María Aznar. También fue relevante su aportación a la empresa pública. Prueba de ello han sido sus anteriores cargos como Presidente del Banco de Crédito Agrícola, S.A.; Consejero Delegado de Iberia; Consejero del Banco Exterior de España; Vocal del Consejo de Administración del Instituto Nacional de Industria y su pertenencia a los Cuerpos de Catedráticos de Universidad de Inspectores de Finanzas y de Contadores del Estado. 
En el ámbito privado, fue miembro del Comité Científico de la Fundación Banco Bilbao Vizcaya (BBV), encargándose del Proyecto de Pensiones y de Políticas para el Desempleo.
También en el ámbito privado, pero de la economía social (integrada principalmente por cooperativas  y entidades no lucrativas), presentó una trayectoria científica de primera fila, siendo el presidente de la Comisión Científica del CIRIEC-España - Centro Internacional de Investigación e Información sobre la Economía Pública, Social y Cooperativa. También fue académico de la Real Academia de Ciencias Económicas y Financieras de Barcelona y miembro del Instituto Europeo de Seguridad Social. Académico de número de la Real Academia de Ciencias Morales y Políticas (medalla 22) desde el 16-12-97, con el discurso "Disciplina presupuestaria e integración de España en la Unión Monetaria". Además fue presidente del Senado de CEDE (Confederación Española de Directivos y Ejecutivos). 
Escribió regularmente, a lo largo de su trayectoria profesional, en Cuadernos de información Económica. Junto a su hija Mayte, que también da clases en la UAM (aunque en este caso, en el Deptº de Estructura Económica y Economía del Desarrollo, siendo especialista en Economía de la Unión Europea), dirigía la colección de libros de Economía Oikos-nomos, de la editorial Encuentros.
José Barea falleció el 7 de septiembre de 2014.

## Obras
Selección de algunas de sus obras:
- Balanzas fiscales y financiación autonómica, Madrid: Real Academia de Ciencias Morales y Políticas, 2006. ISBN 84-7296-301-2
- La política económica española desde la entrada en la Unión Monetaria: un análisis crítico, Madrid: Instituto de Estudios Fiscales, 2006. ISBN 84-8008-211-9
- En el nombre del euro (2002)
- Dimensiones económicas y sociales de la familia (2000)
- Grupos empresariales de la economía social en España, Valencia: CIRIEC España, 1999. ISBN 84-95003-08-2
- Nuevas formas de financiación de proyectos públicos (1999)
- Las pensiones contributivas de invalidez del Sistema de Seguridad Social Español (1999)
- Después de Maastrich, ¿qué?, Ediciones Encuentro, 1998. ISBN 84-7490-507-9
- El mutualismo laboral como medio de protección social: un estudio económico financiero (1998)
- Disciplina presupuestaria e integración de España en la Unión Monetaria (1997)
- Déficit público y convergencia europea (1997)
- Pensiones y prestaciones por desempleo (1997)
- El papel del crédito agrícola en el desarrollo agrario en Etiopía (1997)
- La reforma de la empresa pública (1996)
- Gasto público y servicios sociales en España: marco teórica y metodología para su cuantificación (1996)
- Escenarios de la evolución del gasto público en pensiones y desempleo en el horizonte del 2020 (1996)
- Informe sobre la situación de las cooperativas y las sociedades laborales en España (1996)
- La crisis de la Deuda externa de México (1995)
- ¿Está el Estado español en quiebra?, Ediciones Encuentro, 1995. ISBN 84-7490-367-X
- El futuro de las pensiones en España (1995)
- El sector público español ante la inmigración europea (1995)
- El sistema de pensiones en España: análisis y propuestas para su viabilidad (1995)
- El problema de la eficiencia del sector público en España: especial consideración de la sanidad, Instituto de Estudios Económicos, 1994. ISBN 84-88533-09-8
- Los caminos del sector público en 1994 (1993)
- Una primera aproximación a las cuentas satélites de la economía social española (1993)
- El Ajuste inevitable (1992)
- Análisis Económico de los gastos públicos en sanidad y previsión de los recursos necesarios a medio plazo, Ministerio de Hacienda, (1992). ISBN 84-8008-003-5
- Comportamiento del ahorro y cajas de ahorros en España. El presupuesto para 1993 (1992)
- Contabilidad en España (1992)
- Libro blanco de la economía social en España (1992)
- La protección social en los países comunitarios: análisis del gasto (1992)
- Cómo aplicar el Plan de Contabilidad (1991)
- Las cooperativas de viviendas: análisis desde la economía pública (1991)
- Incidencia del gasto público en España: análisis del colectivo de beneficiarios (1990)
- La larga marcha hacia la eficiencia en la Administración Pública (1990)
- Asociación Española de Contabilidad y Administración de Empresas: ponencias y comunicaciones de su II Congreso Ministerio de Economía, Instituto de Planificación Contable, 1986. ISBN 84-7196-609-3 coordinado por José Barea
- Contabilidad, fiscalidad y auditoría de las cooperativas de crédito y cajas rurales (1984)
- La planificación en época de crisis en un sistema democrático (1983)
- Asociación Española de Contabilidad y de Administración de empresas: ponencias y comunicaciones de su I Congreso, Ministerio de Economía, Instituto de Planificación Contable, 1983. ISBN 84-7196-417-1 coordinado por José Barea

## Premios
Algunas distinciones y premios que le han otorgado:
- Premio de Investigación del Instituto de Estudios Fiscales (1966)[6]
- Premio CEOE de las Ciencias (1994)
- Premio Círculo de Empresarios (1994)
- Premio Rey Jaime I de Economía (1998)[7]